# アスクルムの戦い (紀元前279年)
アスクルムの戦い（英：Battle of Asculum）は紀元前279年にアスクルム近郊においてピュロス率いるタラス、オスキ、サムニウム、エピロスの連合軍とコンスルのプブリウス・デキウス・ムス率いるローマ軍との間で戦われた会戦である。この戦いは二日にわたって戦われた。

## 背景
前年の紀元前280年のヘラクレアの戦いでの勝利を受けてピュロスはローマに講和を促したが、ローマ側はそれに応じず、再び双方は矛を交えることになった。兵力からいえば、双方とも40000人と互角であった。

## 戦い
一日目の戦いでは、ローマ側の狙いが当ってピュロス軍は森林地帯に悩まされ、騎兵と戦象部隊も思うように進めなかった。この日の戦いは双方共に多数の死傷者を出したものの日暮れと共に物別れに終わった。
翌日、ピュロスは敵を平地におびき寄せ、両軍は平地で戦った。ピュロスは部隊を分遣して昨日の難戦地帯を占領させ、本隊では戦象部隊の間に投石兵と弓兵を混ぜ、歩兵部隊はファランクスを形成させて戦った。ローマ軍は敵の戦象部隊が戦いに加わらないうちに敵の歩兵を突破しようとファランクスの槍衾に剣で切り込んだが、成らなかった。長時間に及ぶ戦闘の後、ピュロスが戦っていた場所のローマ軍は後退し、戦象部隊の投入が決定的要因となってローマ軍は崩壊し、彼らの陣営まで敗走した。
この戦いでのローマ軍の戦死者は6000人に対し、ピュロス軍の戦死者は3550人であった。勝利を勝ち取ったものの、そのために払った損害があまりにも大きかったため、ピュロスは「もう一度このような勝利をすれば、我々は破滅するだろう」と言ったという。しかも、この戦いでピュロスはエピロスより彼が連れてきた兵士の大部分と友人と幹部の将軍たちのほとんどを失った。このように多大な損害を払って得たものの割に合わない勝利は「ピュロスの勝利」と呼ばれる。

## その後
この時、ピュロスの許にシケリアよりカルタゴ人を追い払ってほしいという要請が、マケドニアではプトレマイオス・ケラウノス王がガリア人との戦いで戦死したため、ピュロスがマケドニア王になる好機だという知らせがやって来た。ピュロスは迷った挙句、ターレスに守備隊を置いた後、シケリアを足がかりにアフリカをも手中にせんとしてシケリアに赴いた。